# 新罕布什尔州
新罕布什尔州（英語：State of New Hampshire），是位于美国东北部新英格兰地区的一个州，南接马萨诸塞州，西接佛蒙特州，东接缅因州及大西洋，北接加拿大魁北克省。州土地面积排名倒数第五，在五十个州中人口数量排名倒数第十。
州首府为康科德市，最大城市为曼彻斯特市，曼彻斯特市同时是新英格兰地区北部包括佛蒙特州及缅因州区域最大的城市。州实行免消费税，个人收入除利息及股息外也不在州或地方一级征税。新罕布什尔州是美国总统选举中第一个举行初选的州。州车牌印有该州格言：“不自由，毋宁死”。該州盛产花岗岩，因而得名州绰号“花岗岩州”。州花为紫丁香，州鸟为紫红朱雀，州树为白桦树。
新罕布什尔州于1776年1月成为第一个独立于大不列颠政府的北美殖民地，其也是第一个制定自己宪法的殖民地。六个月后，新罕布什尔州及其他十二个州组成了美利坚合众国，在1788年6月新罕布什尔州正式批准了美利坚合众国宪法，为第九个加入合众国的州。
新罕布什尔州曾是美国纺织业、制鞋业及造紙業的主要中心，设立在曼彻斯特的阿莫斯克亞格制造公司曾是世界上最大的纺织厂。同一时期许多造纸厂分布在该州的各条河流上，尤其是梅里马克河和康涅狄格河。许多法裔加拿大人在十九世纪末二十世纪初时移居到新罕布什尔州从事制造业工作。目前新罕布什尔州仍有第二高的法裔血统人口比例，高达24.5%的人口为法裔美国人。
曼彻斯特、纳舒厄和柏林等新罕布什尔州制造业中心在20世纪30年代至40年代遭受重创，在此期间制造业逐渐离开新英格兰地区并向美国南部及海外迁移。在20世纪50年代和60年代，國防承包商逐渐搬入了许多空置的前工厂中。新罕布什尔州南部的人口从20世纪80年代开始飙升，在此期间高速公路将州南部连接到大波士顿地区，在州内形成了多个睡城。
新罕布什尔州拥有美國東岸一些最大的滑雪区域，周内主要休闲活动包括滑雪、雪上摩托車、遠足、登山运动及其他冬季運動。在该州西南部的蒙纳德诺克山是全美攀登人数最多的山脉之一。秋季观赏红叶，夏季在湖泊及海岸线边的小屋度假，及六月份在维尔斯海滩举办的摩托车活动周也是该州出名的活动。白山山脉国家森林将阿巴拉契亚山脉连接至佛蒙特州和缅因州，游客可以驾车前往华盛顿山海拔6,288英尺（1,917米）的山顶。
来自新罕布什尔州的名人包括美国开国元勋尼古拉斯·吉尔曼、参议员丹尼尔·韦伯斯特、美國獨立戰爭英雄約翰·史塔克、编辑霍勒斯·格里利、基督科學教會创始人玛丽·贝克·艾迪、诗人罗伯特·弗罗斯特、太空人艾伦·谢泼德、摇滚歌星罗尼·詹姆斯·迪欧、作家丹·布朗、演员亞當·山德勒、发明家狄恩·卡门、喜剧演员莎拉·席爾蔓和塞斯·梅耶斯、连锁快餐店创建人麥當勞兄弟以及美国总统富兰克林·皮尔斯。

## 州名
州名来自于1629年一位来自英国汉普郡（Hampshire）的船长约翰·马松，他以自己的家乡为名将这个地方命名为新罕布什尔（New Hampshire）。

## 地理
新罕布什尔州是美国新英格兰地区六个州之一。加拿大魁北克省位于州北部和西北部；缅因州及大西洋位于州的東部；马萨诸塞州位于州的南部；佛蒙特州位于州的西部。新罕布什尔州的主要地区有大北部森林地区，白山地区，湖区，海岸地区，梅里马克山谷，蒙纳德诺克地区和达特茅斯-苏纳庇湖地区。新罕布什尔州拥有美国沿海各州中最短的海岸线，长度为18英里（29），有些季节仅有13英里（21）。新罕布什尔州是老人山的所在地，一个位于弗兰肯山谷，像似老人脸庞的自然岩石组合，直到其在2003年五月崩塌。

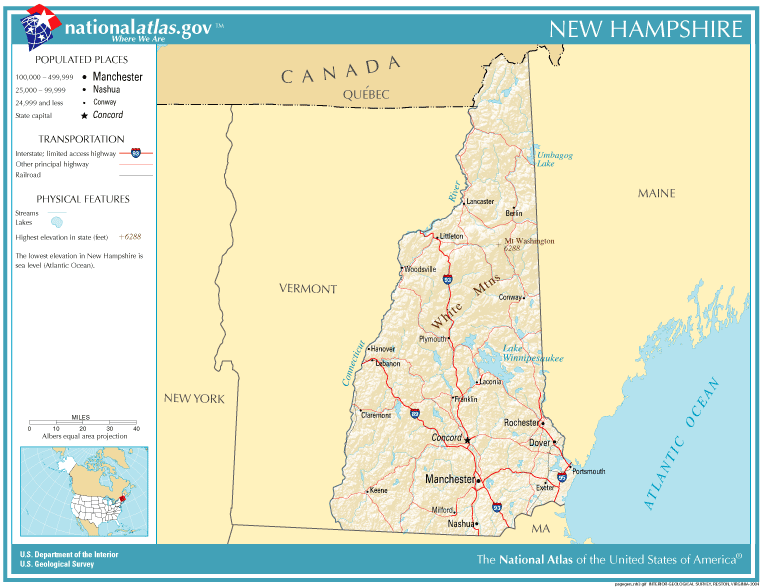
新罕布什尔州地图，标有道路，河流和主要城市

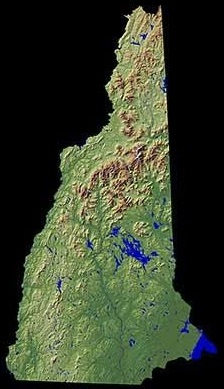
新罕布什尔州的阴影浮雕地图

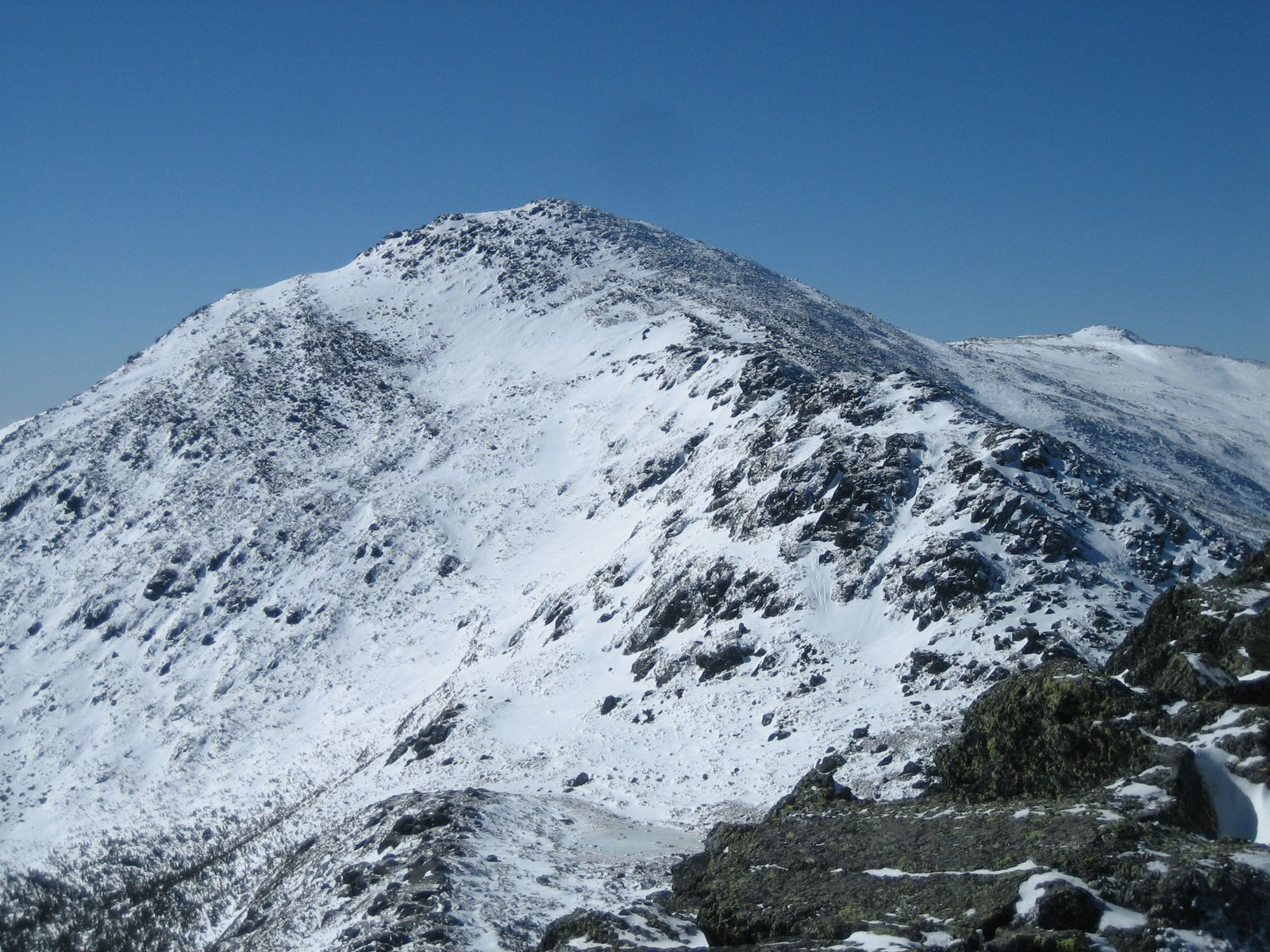
亚当斯山（高5774 ft）是新罕布什尔州总统山系的一部分。

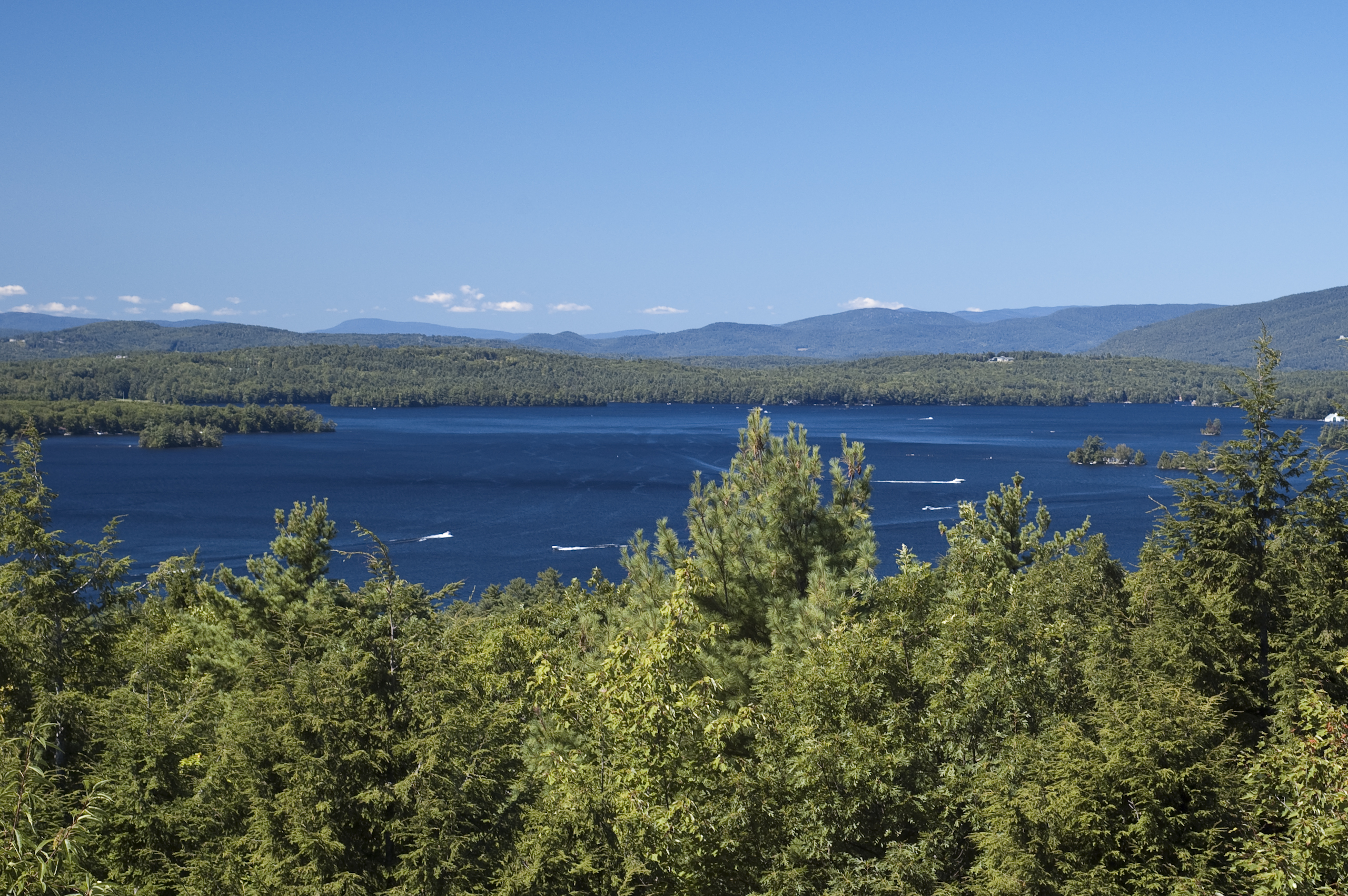
温尼珀索基湖和远处的奥西皮山脉

新罕布什尔州的白山脉横跨该州的中北部。该山脉包括有美国东北部最高山峰华盛顿山，其也是有史以来测得风速第二高的地区，以及亚当斯山和杰斐逊山。该地区平均每三天就有飓风袭击，导致在册死亡人数超过百人，险恶的气候也造就了山上显眼的高山矮曲林，华盛顿山顶独特的气候让人们在山顶设立了气象观测台，以证明该地区有“世界上最糟糕的天气”。
在新罕布什尔州较为平坦的西南角，地标性的蒙纳德诺克山（Mount Monadnock）名来源于一种地理地貌——残丘（Monadnock），在地貌学中，该词代表抗侵蚀性较差的平原上任何孤立的山峰。
主要河流包括长110-英里（177-）的梅里马克河（Merrimack River），该河将新罕布什尔州的下半分为南北部分，最终在位于马萨诸塞州的纽伯里波特流入大西洋。 其支流包括康图库克河，佩米奇瓦塞特河和温尼珀索基河。长410-英里（660-）的康涅狄格河从新罕布什尔州的康涅狄格湖开始，向南流入康涅狄格州。该河定义了新罕布什尔州与佛蒙特州的西部边界。通常情况下，州界不在河的中心，而是在佛蒙特州的低水位部分。这意味着沿佛蒙特州边界流淌的整条河流（除了水坝已被水坝抬高的地区）全部位于新罕布什尔州。新罕布什尔州只有一个城镇——匹兹堡与佛蒙特州共享有陆地边界。康涅狄格河最靠西北部的上游流域也定义了加拿大 - 美国的边界。
皮斯卡塔夸河（Piscataqua River）及其几条支流造就该州唯一的重要海港，河在朴茨茅斯（Portsmouth）流入大西洋。鲑鱼瀑布河（Salmon Falls River）和皮斯卡塔夸河一起定义了新罕布什尔州与缅因州边界的南部。皮斯卡塔夸河边界是2001年新罕布什尔州和缅因州之间边界争端的主要问题，新罕布什尔州声称拥有包括朴茨茅斯海军造船厂在内的几个岛屿（主要是西维岛）的统治权。美国最高法院于2002年驳回了该案，认定该岛的所有权归缅因州所有。然而，新罕布什尔州仍然主张拥有造船厂所在地的主权。
新罕布什尔州最大的湖泊是温尼珀索基湖（Lake Winnipesaukee），它位于新罕布什尔州中东部，占地71平方英里（184平方）。在新罕布什尔州与缅因州边界的安贝戈格湖（Lake Umbagog），大约有12.3平方英里（31.9平方）为离第一差距较大的第二大湖。斯阔姆湖（Squam Lake）则为完全在新罕布什尔州内第二大湖。
新罕布什尔州拥有美国沿海各州中最短的海岸线，大约有18英里（29）长。汉普顿海滩（Hampton Beach）是当地夏季的热门目的地。离岸约7英里（11）有浅滩群岛（Isles of Shoals），九个小岛屿（其中四个位于新罕布什尔州）是诗人西莉亚·塔克斯特（Celia Thaxter）创建的19世纪艺术殖民地的所在地，岛屿据称是海盗黑胡子埋葬其宝藏的地点之一。
新罕布什尔州是美国林地面积占州总面积百分比最高的州。新罕布什尔州森林属于温带阔叶混交林。州内大部分地区，特别是白山国家森林，被新英格兰-阿卡迪亚森林的松柏和北方硬木所覆盖。该州的东南角和沿佛蒙特州边界康涅狄格河的部分地区被美国东北沿海森林的混合橡树种所覆盖。
该州的北部三分之一当地称为“北部乡村”或“北部山谷”，主要指代白山山脉。该地区人口占新罕布什尔州人口总数的不到5％，贫困程度相对州其他地区较高，随着伐木和造纸业的衰退，人口逐渐减少。然而，旅游业，特别是前往新罕布什尔州北部地区滑雪，徒步旅行和骑山地自行车的游客，帮助抵消了工厂关闭造成的经济损失。
由于全球变暖的影响，新罕布什尔州的滑雪场冬季滑雪季天数预计会不断减少，这可能会继续导致滑雪产业历史性的缩小并重整，并威胁到依赖滑雪旅游收入的企业和社区。

### 气候

新罕布什尔州柯本气候图

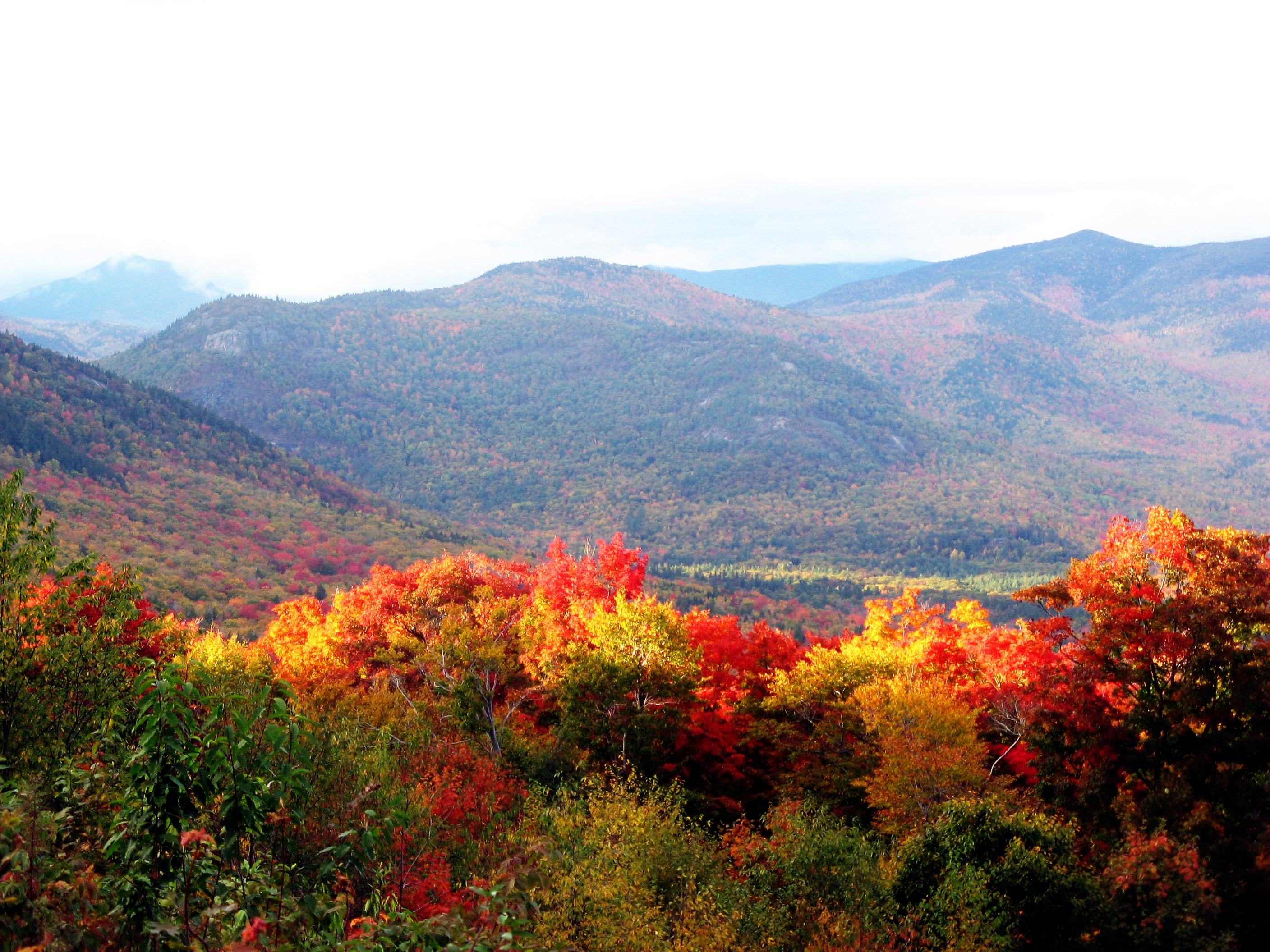
新罕布什尔州秋季红叶，吸引了许多游客。

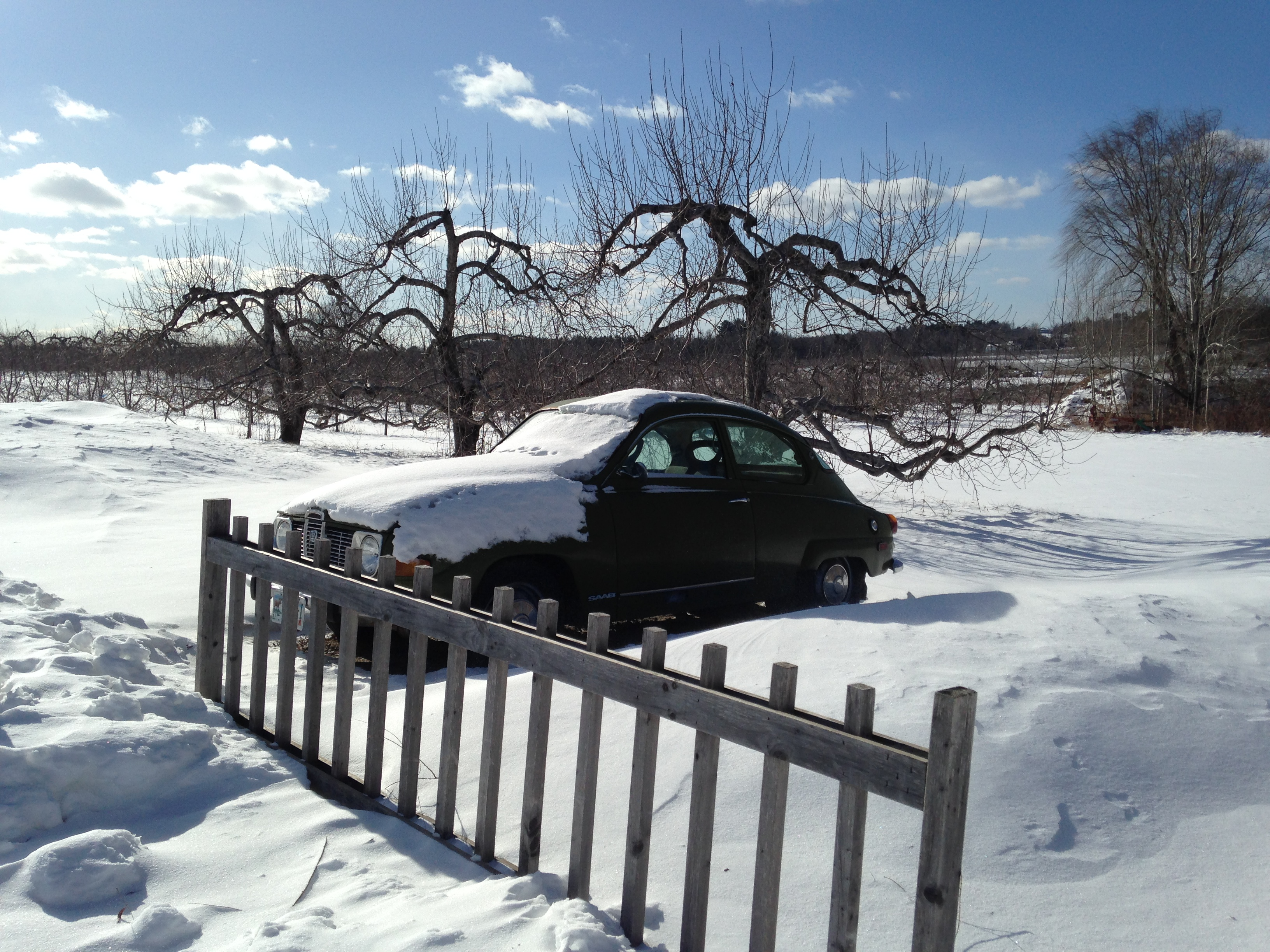
新罕布什尔州霍利斯苹果园的冬季景色

新罕布什尔州气候为潮湿的大陆性气候（南部地区的柯本气候分类为Dfa，该州大部分地区为Dfb，北部高原地区为Dfc亚北极），夏季温暖潮湿，冬季漫长，寒冷和多雪。全年降水量相当均匀。东南部分的气候受大西洋的影响，冬季平均温度相对较温暖（州内相比来说），而北部和内陆部分冬季则一般为低温干燥天气。全州冬季寒冷多雪，尤其是北部和山区。州平均年降雪量从60英寸（150）到超过100英寸（250）不等。
整个州平均白天最高气温一般在7月份出现，在70°F到80°F（约24-28°C）之间，同期夜间最低温则在50°F到60°F（13-15°C）之间。1月份的温度范围从海岸的平均高约34 °F（1 °C）到偏远北部和高海拔地区零度以下的过夜低温。全州平均年降水量大约为40英寸（100），由于海拔和年降雪量的差异，白山地区可能会离平均降水量偏差较大。 1911年7月4日，新罕布什尔州在纳舒厄录得的最高记录温度为106 °F（41 °C），1934年1月29日，在华盛顿山上记录的最低温度为−47 °F（−44 °C）。华盛顿山曾在1885年1月22日录得一个达−50 °F（−46 °C）的非官方读数，如果该记录正式生效，它将创下新英格兰地区的历史最低纪录（−50 °F（−46 °C）的记录也在2009年1月16日在缅因州大黑河，1933年12月30日在佛蒙特州布卢姆菲尔德录得）。
极端降雪通常与东北风有关，例如美国1978年暴风雪和美国1993年暴风雪，当时在24到48小时内，该州的部分地区就已录得数英尺降雪。冬季数英寸的较小降雪经常发生，一般由亚伯达飞剪导致。
新罕布什尔州有时会受到飓风和热带风暴的影响，但当它们到达该州时，通常已经降级为温带气旋，大多数风暴袭击新英格兰南部海岸线，并向内陆移动或经过缅因湾近海。新罕布什尔州大部分地区平均每年雷雨天数不超过20天，全州每年平均发生两次龙卷风。
美国国家植树节基金会所制的植物抗寒区地图显示3、4、5和6区为州内常见区域，表明当自北向南穿越新罕布什尔州时，气候会从相对凉爽到温暖过渡。1990年美国农业部测定新罕布什尔州的植物耐寒区范围是从北部的3b区到南部的5b区。
| 城市     | 七月 (°F) | 七月 (°C) | 一月 (°F) | 一月 (°C) |
| -------- | --------- | --------- | --------- | --------- |
| 曼彻斯特 | 82/64     | 28/17     | 33/15     | 0/−9      |
| 纳舒厄   | 82/59     | 28/15     | 33/12     | 0/−11     |
| 康科德   | 82/57     | 28/14     | 30/10     | −1/−12    |
| 朴茨茅斯 | 79/61     | 26/16     | 32/16     | 0/−9      |
| 基恩     | 82/56     | 28/13     | 31/9      | −1/−12    |
| 拉科尼亚 | 81/60     | 27/16     | 30/11     | −1/−11    |
| 莱巴嫩   | 82/58     | 28/14     | 30/8      | −1/−13    |

### 大都市区
新英格兰地区的大都市区为新英格兰城市和城镇地区（NECTA），由美国人口调查局负责定义。 以下是新罕布什尔州全部或部分NECTA的名单：
- 柏林
- 波士顿 – 剑桥 – 纳舒厄

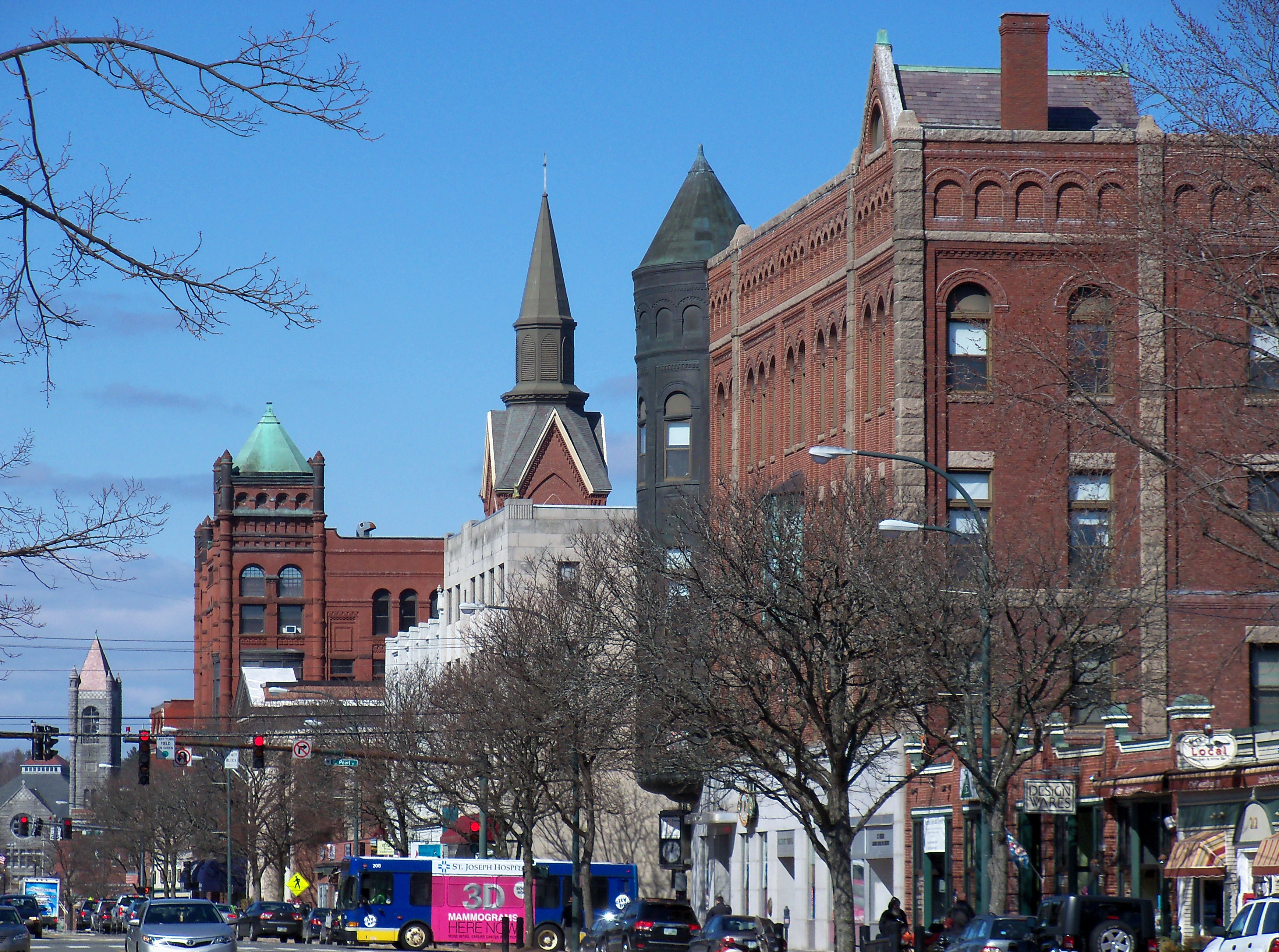
纳舒厄

  - 黑弗里尔 – 纽伯里波特 – 埃姆斯伯里 NECTA区域
  - 劳伦斯 – 梅休因 – 塞勒姆 NECTA区域
  - 洛厄尔 – 比尔里卡 – 切姆斯福德 NECTA区域
  - 纳舒厄 NECTA区域
- 克莱尔蒙特
- 康科德
- 多佛 – 达勒姆
- 富兰克林
- 基恩
- 拉科尼亚
- 莱巴嫩
- 曼彻斯特
- 朴茨茅斯

### 都会区（镇区级统计）
| 排名 | 都会区名稱                            | 人口    |
| ---- | ------------------------------------- | ------- |
| 1    | 波士顿-剑桥-纳舒厄 M-NECTA (州内部分) | 386,559 |
| 2    | 曼彻斯特 M-NECTA                      | 202,395 |
| 3    | 多佛-达勒姆 M-NECTA (州内部分)        | 126,552 |
| 4    | 朴茨茅斯 M-NECTA (州内部分)           | 96,591  |
| 5    | 康科德 μ-NECTA                        | 85,011  |
| 6    | 基恩 μ-NECTA                          | 50,235  |
| 7    | 黎巴嫩 μ-NECTA (州内部分)             | 47,241  |
| 8    | 拉科尼亚 μ-NECTA                      | 23,348  |
| 9    | 柏林 μ-NECTA                          | 15,763  |
| 10   | 克莱蒙特 μ-NECTA                      | 14,526  |

### 都会区（县级统计）
| 排名 | 都会区名稱                 | 人口    |
| ---- | -------------------------- | ------- |
| 1    | 罗金厄姆县-斯特拉福德县 MD | 439,266 |
| 2    | 曼彻斯特-纳舒厄 MSA        | 415,247 |
| 3    | 康科德 μSA                 | 151,132 |
| 4    | 黎巴嫩 μSA (州内部分)      | 132,930 |
| 5    | 基恩 μSA                   | 76,493  |
| 6    | 拉科尼亚 μSA               | 61,022  |
| 7    | 柏林 μSA                   | 31,589  |

### 镇
新罕布什尔州的“镇”（英語：town）是“行政镇区”（英語：civil township）归类为“小行政单位”（英語：minor civil division）。新罕布什尔州大部分地方都是“镇”管辖除了“市”（英語：city）和极小部分的“非建制地区”（英語：unincorporated areas）。“镇”和“自治体”（英語：municipality）是一致没有重叠。

## 历史

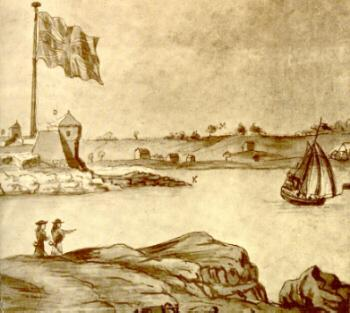
1705年的威廉及玛丽堡

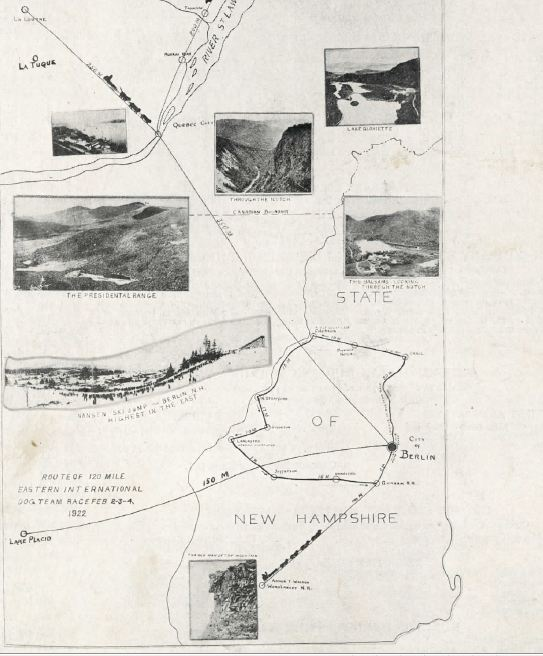
新罕布什尔州1922年地图
由布朗公司在柏林发布

在欧洲移民定居之前，该地区就有阿拉冈昆（阿布纳基和班纳科）部落居住。英国和法国探险家在1600-1605年间访问了新罕布什尔州，英国渔民于1623年在皮利角定居。到了1631年种植园区已经包括现在的多佛，达勒姆和斯特拉姆地区。1679年，新罕布什尔作为一个省正式成为英国殖民地的一部分。1722年，殖民者在新罕布什尔与原住民的瓦班纳基联邦之间发生了雷尔神父之战。
新罕布什尔是美国革命中反抗英国统治的十三殖民地之一。 在美国革命时期，海岸地区的经济和社会生活主要由锯木厂，造船厂，商业仓库和乡镇中心组成。富裕的商人建造了大量的房屋，用奢华的奢侈品装潢，并将他们的资本投资在贸易和土地投机上。在社会底层出现了较为稳定的工人，水手，仆人及奴隶阶层。
美国革命期间，唯一一场在新罕布什尔发生的战争发生在1774年12月14日，坐落于朴次茅斯港的威廉及玛丽堡被反叛军袭击。在袭击发生的两天内爱国者从要塞缴获了大量的火药，轻武器及大炮。在十三日袭击发生前一天，当地的爱国者保罗·列维尔警告之前英军已经从波士顿派遣了部队增援要塞。据未经证实的描述，叛军从要塞中缴获的火药后来被用在了邦克山战役中。在受袭期间英军士兵使用大炮和火枪向叛军射击，但双方均没有人员伤亡。这是美国革命时期打响的第一枪之一，比美国独立战争第一战列克星敦和康科德战役早了大约五个月。1788年6月21日新罕布什尔州正式批准宪法加入合众国，是第九个加入合众国的州。
新罕布什尔州是杰克逊民主的主要支持者，在1852年选举中新罕布什尔州政客富兰克林·皮尔斯当选了第十四任美国总统。新罕布什尔州的工业早期主要由数量众多的纺织厂组成，工厂吸引了大量来自加拿大魁北克的法裔加拿大人移民。州北部盛产木材，其山脉也是著名的旅游目的地。在1960年后纺织业逐渐衰落，但经济成功转型为高科技及服务业中心并不断增长。
自从1952年开始，新罕布什尔州因其是美国总统选举初选中的第一站而被受国际关注。其立即成为了民主党及共和党提名人竞选中最重要的测试场，在初选期媒体一般重点关注新罕布什尔州及衣阿华州。媒体的关注放大了新罕布什尔州投票的影响力，也间接挫败消了州外政治家尝试更改初选规则的努力。

## 政治
新罕布什尔州首府设在康科德市，新罕布什尔州具有明显的传统自由色彩，2004年3月2日邻州佛蒙特州的吉林顿鎮（Killington）因为不满州政府的税收政策，举行了一次公民投票，以2/3的压倒多数同意退出佛蒙特州加入新罕布什尔州，正在等待两州法律的裁决，如果通过，将是美国历史上第一次有一个州在其他州范围内产生飞地。
新罕布什尔州议会是兩院制，州參議院有24名議員，州眾議院有400名议员，这在英语世界議會中仅比美国众议院和英国下议院人数少，占第三位。新罕布什尔州议会的议员任期兩年，只有200美元的工资，薪資仍維持於18世紀的水平，所以目前议员们大部分是有钱人或退休人士，但众议员所制定的法律更接近大部分人的意愿。

## 地理
新罕布什尔州北部和加拿大的魁北克省接壤，西部紧邻佛蒙特州，东部是缅因州和大西洋，南部连接马萨诸塞州。全州大部分地区是在怀特山脉，只是东南部有一小片滨海平原，几个主要城市都位于梅里马克山谷。

## 经济

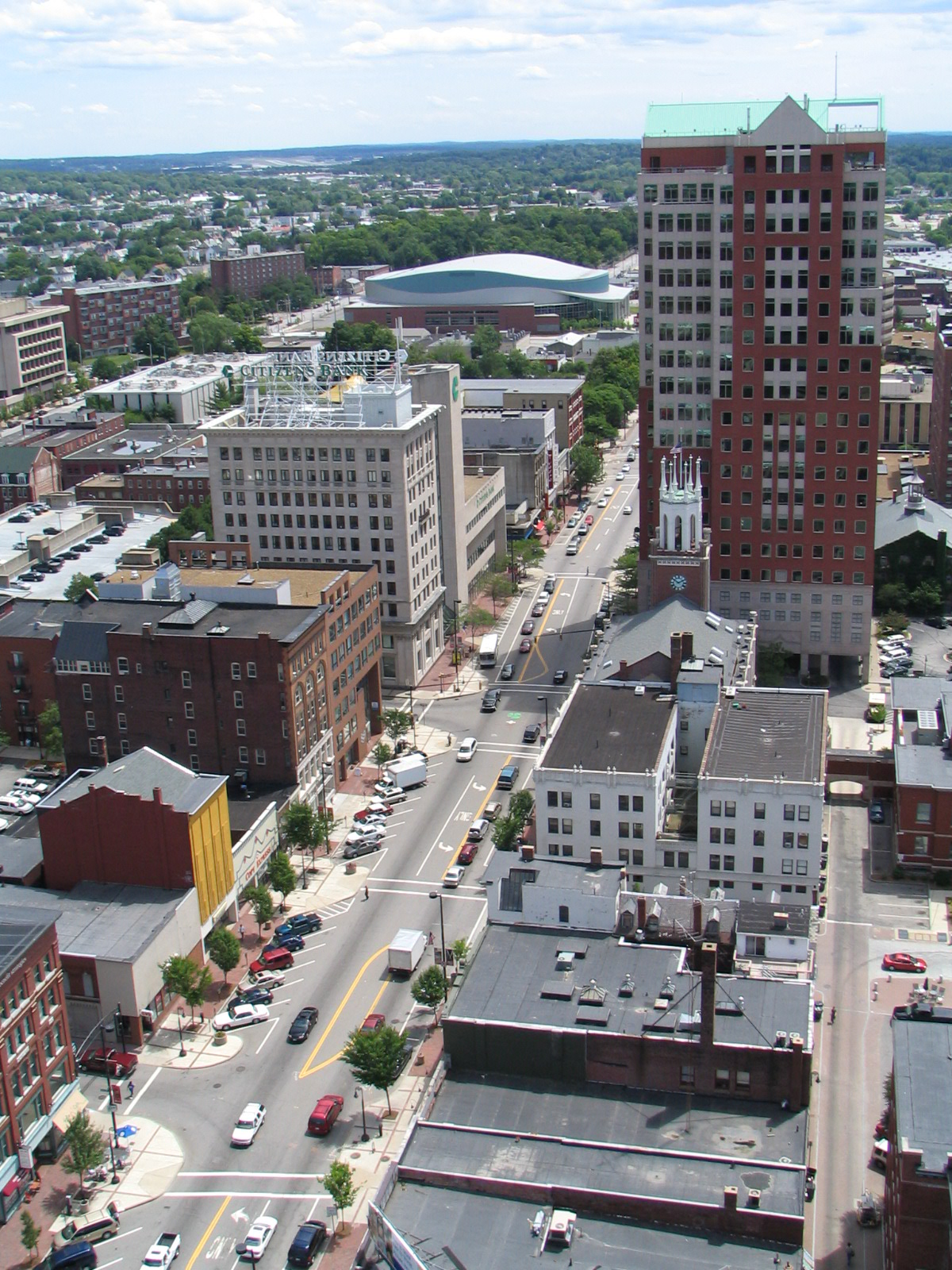
曼徹斯特

美国经济分析局估计新罕布什尔州2014年国民生产总值为660亿美元，为全美第40位。但2008年家庭中位收入为$49,467美元,全美排名第七。农业产品主要有牛奶制品、幼畜、生牛、苹果和蛋类；工业产品主要有机械、电子设备、橡胶和塑料制品以及旅游业。新罕布什尔州在上个世纪经历了重大的经济转型。历史上，该州的传统行业由新英格兰地区的纺织品制造商，制鞋，皮革和小型机械组成。其受到老旧的设备，美国南部的低廉用人成本及大企业的竞争影响而大幅度下降。州政府2008财政年度预算达51.1亿美元，联邦资金占其中14.8亿美元。州政府一直在持续令经济变得更加多元化。新罕布什尔州的税收一直富有争议，州具有较高的财产税，但没有广义上的销售税或所得税（但州政府以5％的税率征收股息和利息收入）。州对膳食品，住宿，车辆，商业和投资收入以及高速收费均设有税收。缺乏普遍的税种导致州内某些地区有美国最高的房产税税率，但州居民的总体税负依然较低。2010年，新罕布什尔州总体税负排全美第44位。
据美国能源信息署统计，新罕布什尔州的能源消耗量及人均能源消费量均为全美最低。位于朴次茅斯附近的西布魯克（Seabrook）核电厂是新英格兰地区最大的核反应堆，该反应堆提供了新罕布什尔州约30％的电力。另外还有两座天然气及少量的燃煤电厂供应了余下的电力。新罕布什尔州的住宅用电量与全国平均水平相比较低，原因之一是夏季普遍较为凉爽，使用空调的频率较低，家庭主要的用电原因很少。州内超过一半的家庭使用燃油或木材进行冬季采暖。
截至2010年2月，州失业率为7.1％。到2010年10月，失业率下降至5.4％。截至2017年3月，失业率降至仅2.8%。根据2013年的一项研究显示，新罕布什尔州的人均百万富翁人数全美排名第八，比例为6.48％。根据美国人口普查局的数据，2013年新罕布什尔州的全国贫困率为全美最低水平，仅为8.7％。

## 人口
| 调查年                         | 人口      | 备注 | %±    |
| ------------------------------ | --------- | ---- | ----- |
| 1790                           | 141,885   |      | —     |
| 1800                           | 183,858   |      | 29.6% |
| 1810                           | 214,460   |      | 16.6% |
| 1820                           | 244,155   |      | 13.8% |
| 1830                           | 269,328   |      | 10.3% |
| 1840                           | 284,574   |      | 5.7%  |
| 1850                           | 317,976   |      | 11.7% |
| 1860                           | 326,073   |      | 2.5%  |
| 1870                           | 318,300   |      | −2.4% |
| 1880                           | 346,991   |      | 9.0%  |
| 1890                           | 376,530   |      | 8.5%  |
| 1900                           | 411,588   |      | 9.3%  |
| 1910                           | 430,572   |      | 4.6%  |
| 1920                           | 443,083   |      | 2.9%  |
| 1930                           | 465,293   |      | 5.0%  |
| 1940                           | 491,524   |      | 5.6%  |
| 1950                           | 533,242   |      | 8.5%  |
| 1960                           | 606,921   |      | 13.8% |
| 1970                           | 737,681   |      | 21.5% |
| 1980                           | 920,610   |      | 24.8% |
| 1990                           | 1,109,252 |      | 20.5% |
| 2000                           | 1,235,786 |      | 11.4% |
| 2010                           | 1,316,470 |      | 6.5%  |
| 2018年估计                     | 1,356,458 |      | 3.0%  |
| 数据来源: 1910–2010 2018年估计 |           |      |       |

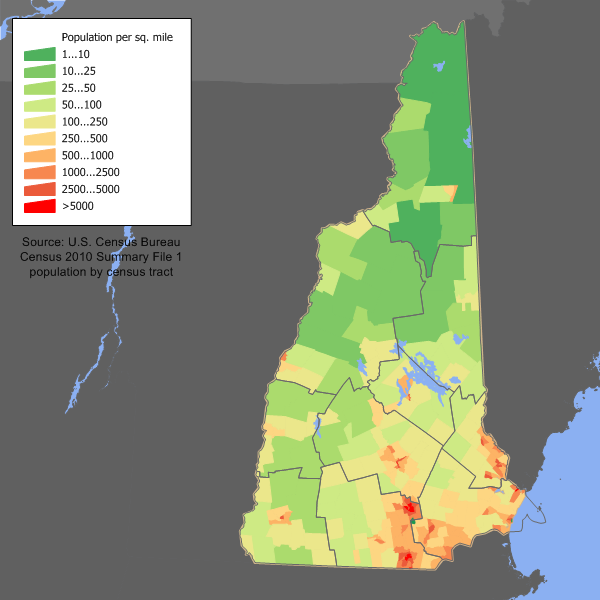
新罕布什尔州人口密度图

美国人口普查局统计新罕布什尔人口在2016年7月1日为1,334,795人，比2010年美国人口普查时增加了1.39％。新罕布什尔州的人口中心位于梅里马克县的彭布罗克镇。人口中心自1950年以来已经向南移动了12英里，因为人口增长速度最快的地区为该州的南部边界，其在波士顿及其他麻省城市的通勤范围内。

### 种族构成
根据2010年美国人口普查，新罕布什尔州的种族构成为：
- 93.9% 美国白人 (92.3% 非西裔白人, 1.6% 西班牙裔白人)
- 2.2% 亚裔美国人
- 1.1% 黑人或非裔美国人
- 0.2% 印第安人
- 1.6% 混血美国人
- 1.0% 其他

拉丁裔美国人2010年占人口的2.8%。
| 种族                  | 1990  | 2000  | 2010  |
| --------------------- | ----- | ----- | ----- |
| 白人                  | 98.0% | 96.0% | 93.9% |
| 亚裔                  | 0.8%  | 1.3%  | 2.2%  |
| 黑人                  | 0.6%  | 0.7%  | 1.1%  |
| 原住民                | 0.2%  | 0.2%  | 0.2%  |
| 夏威夷人及 太平洋岛民 | –     | –     | -     |
| 其他种族              | 0.3%  | 0.6%  | 0.9%  |
| 混血                  | –     | 1.1%  | 1.6%  |

### 族群构成

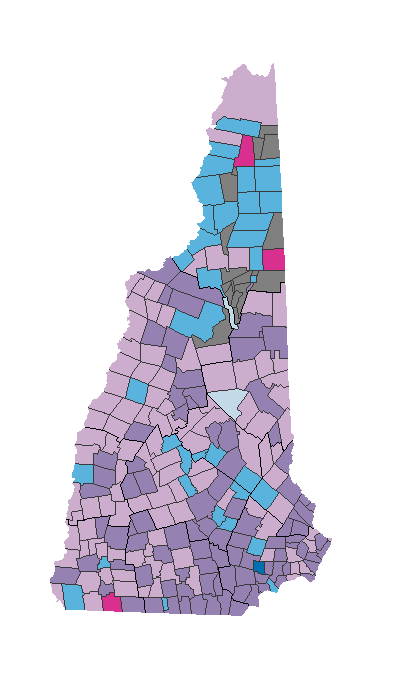
新罕布什尔州祖籍图（精确到镇）。深紫色表示爱尔兰人，浅紫色表示英国人，绿色表示法国人，粉红色表示法国及加拿大人，深蓝色表示意大利人，淡蓝色表示德国人，灰色代表截至2013年没有相应报告的地区。

根据2015年人口普查局估计，新罕布什尔州的族群为：
- 23.4％法国人和法裔加拿大人
- 20.6％爱尔兰人
- 16.3％英国人
- 10.2％意大利人
- 9.4％德国人
- 5.2％美国人
- 4.3％苏格兰人
- 4.2％波兰人
- 2.2％瑞典人
- 1.5％葡萄牙人
- 1.2％苏格兰及爱尔兰人
- 1.2％希腊人
- 1.0％荷兰人

爱尔兰裔美国人及法裔加拿大人主要为过去工厂工人的后代，许多人依然居住在过去的工业城镇，如曼彻斯特。截至2015年，新罕布什尔州拥有全美最高的法裔/法裔加拿大人居民比例。
根据美国人口普查局的统计，截至2015年5岁及以上人口有2.1％在家使用西班牙语，有1.8％的人使用法语。在库斯县仍有9.6%的人使用法语，但比2000年的16%显著下降。

### 出生率
注意：表格中的百分比总和不为100%，因为西班牙裔同时按其种族和族裔计算，导致总数较高。
| 种族                 | 2013           | 2014           | 2015           | 2016           | 2017           |
| -------------------- | -------------- | -------------- | -------------- | -------------- | -------------- |
| 白人:                | 11,570 (93.3%) | 11,494 (93.4%) | 11,600 (93.3%) | ...            | ...            |
| >非西裔白人          | 11,064 (89.2%) | 10,917 (88.7%) | 10,928 (87.9%) | 10,641 (86.7%) | 10,524 (86.9%) |
| 亚裔                 | 485 (3.9%)     | 528 (4.3%)     | 527 (4.2%)     | 504 (4.1%)     | 479 (4.0%)     |
| 非裔                 | 316 (2.5%)     | 259 (2.1%)     | 280 (2.3%)     | 208 (1.7%)     | 234 (1.9%)     |
| 印第安人             | 25 (0.2%)      | 21 (0.2%)      | 26 (0.2%)      | 8 (0.0%)       | 26 (0.2%)      |
| 西班牙裔（所有种族） | 513 (4.1%)     | 591 (4.8%)     | 638 (5.1%)     | 697 (5.7%)     | 673 (5.6%)     |
| 新罕布什尔州合计     | 12,396 (100%)  | 12,302 (100%)  | 12,433 (100%)  | 12,267 (100%)  | 12,116 (100%)  |

- 自2016年以来，西班牙裔白人出生数据未作特别收集，其已包括在西班牙裔群体中。西班牙裔的人可能属于任何种族。

### 宗教
| 新罕布什尔州宗教 | 新罕布什尔州宗教 | 新罕布什尔州宗教 | 新罕布什尔州宗教 | 新罕布什尔州宗教 |
| ---------------- | ---------------- | ---------------- | ---------------- | ---------------- |
| 信仰             | 信仰             |                  | 百分比           | 百分比           |
| 新教             | 新教             |                  | 34%              | 34%              |
| 天主教           | 天主教           |                  | 29%              | 29%              |
| 无神论           | 无神论           |                  | 26%              | 26%              |
| 摩门教           | 摩门教           |                  | 1%               | 1%               |
| 犹太教           | 犹太教           |                  | 1%               | 1%               |
| 佛教             | 佛教             |                  | 1%               | 1%               |
| 印度教           | 印度教           |                  | 0.5%             | 0.5%             |
| 伊斯兰教         | 伊斯兰教         |                  | 0.5%             | 0.5%             |
| 其他基督徒       | 其他基督徒       |                  | 0%               | 0%               |

调查显示，新罕布什尔州人民的宗教信仰为：新教徒34％，天主教29％，摩门教1％，犹太人1％，耶和华见证人0.5％，穆斯林0.5％，佛教1％，印度教徒0.5％，无神论26％。

一项调查显示，新罕布什尔州和佛蒙特州的居民比其他美国人相比更不热衷参加宗教活动，只有54％的人认为“上帝一定存在”，而美国其他地区则为71％。新罕布什尔州和佛蒙特州人相对其他州比并不热衷于宗教。在2012年，只有23％的新罕布什尔州居民在民意调查中认为自己是“非常虔诚”，而52％认为自己“没有信仰”。根据美国宗教数据档案协会（ARDA），新罕布什尔州信仰人数最多的宗教是天主教，共有311,028名信徒；第二名联合基督教会共有26,321名信徒；第三名联合循道会共有18,029名信徒。

## 教育

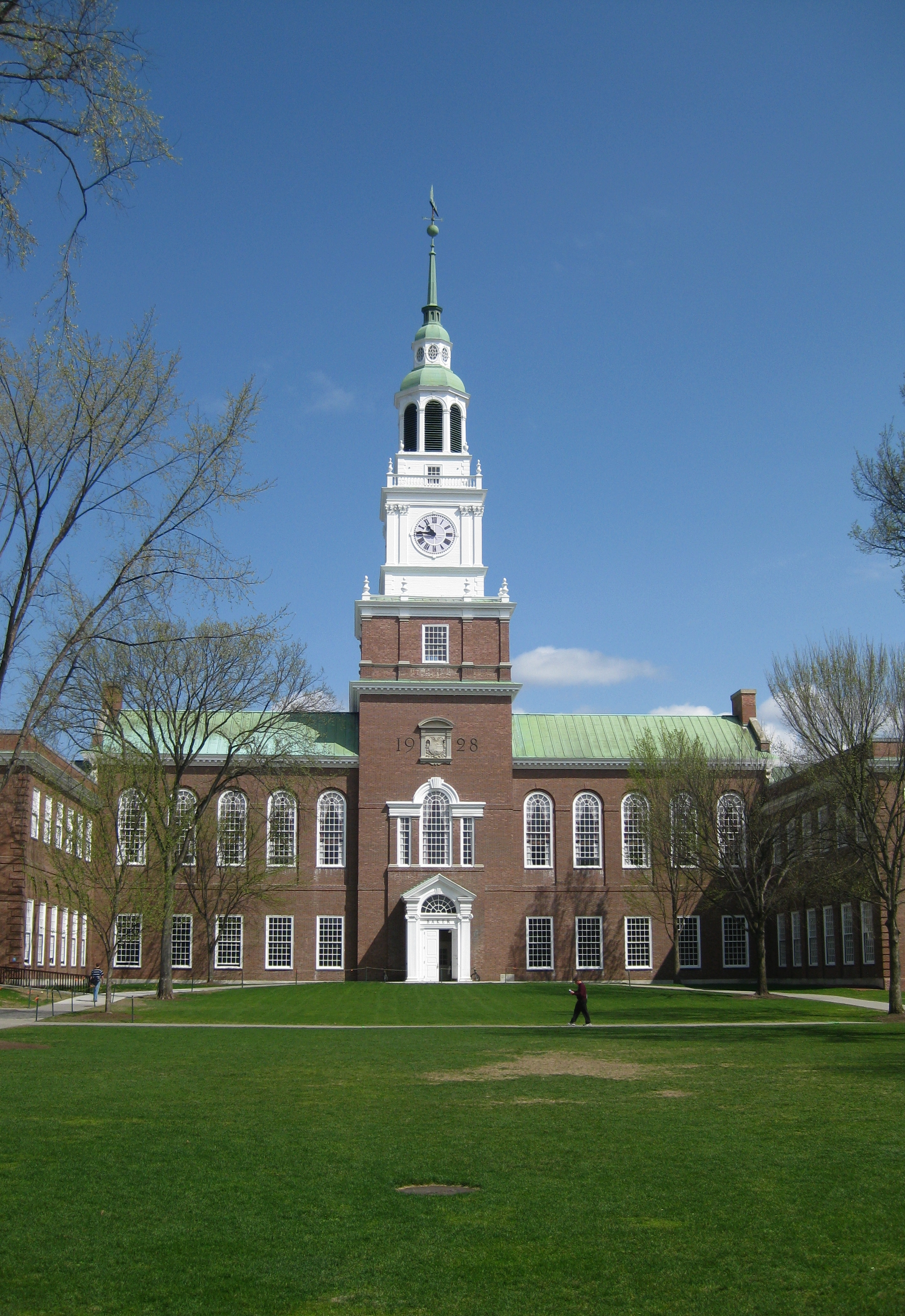
达特茅斯学院贝克-贝里图书馆

### 高中
朴次茅斯的男子中学和女子中学是新罕布什尔州的第一所公立高中，于1827年或1830年时建立。
新罕布什尔州现有超过80所公立高中，其中的一些高中会同时为周边的多个城镇服务。其中规模最大的是位于德里的平克顿学院，由非营利私人组织所有，为其邻近城镇的公立高中。新罕布什尔州还有至少30所私立高中。
新罕布什尔州也是几所着名的私立大学预科学校的所在地，如菲利普斯埃克塞特学院，圣保罗学院，布鲁斯特学院，提尔顿中学和金博联合学院。
在2008年，新罕布什尔州及马萨诸塞州的学生在高中SAT和ACT标准考试中同时获得了最高成绩。

### 學院和大學

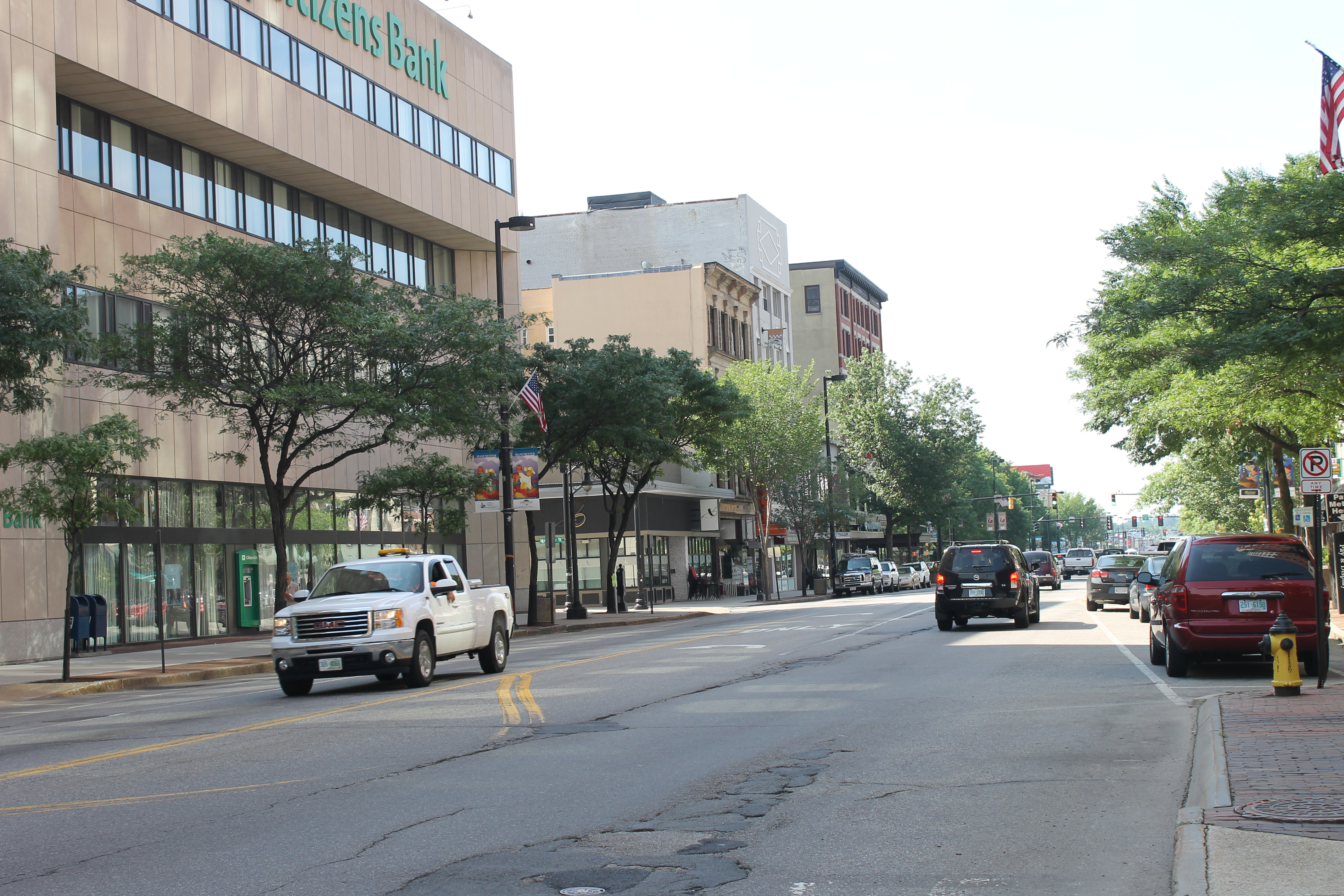
曼徹斯特金融區

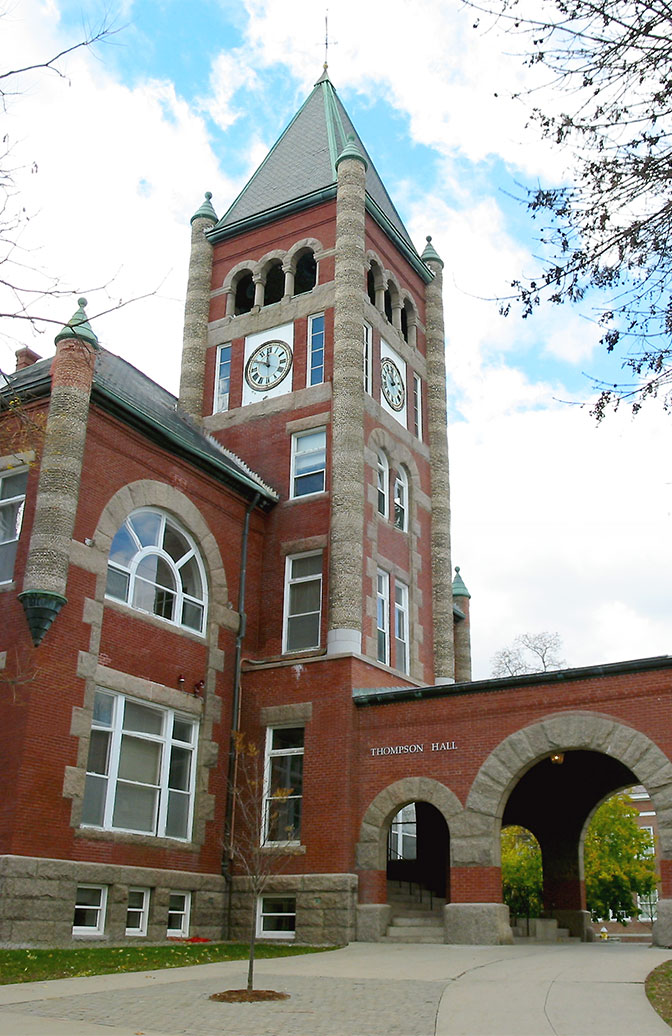
新罕布什尔大学汤普森大厅建于1892年

詳見新罕布夏州學院和大學列表

## 交通

### 公路运输

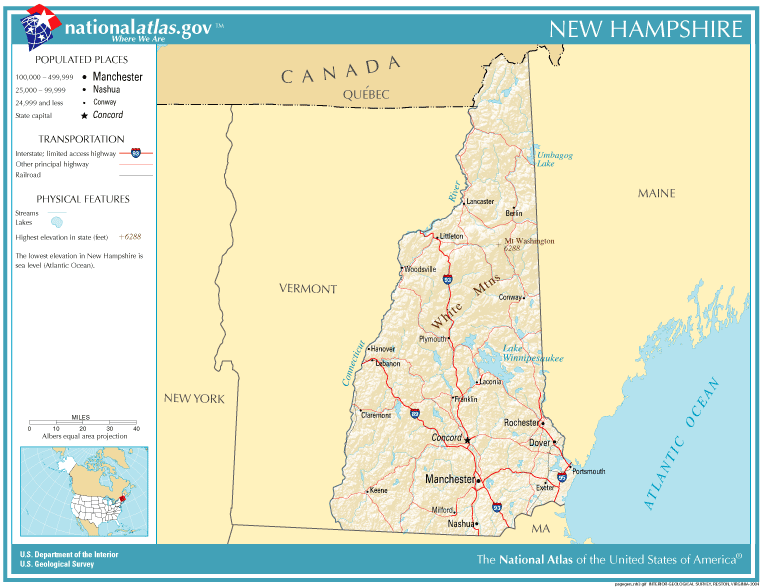
新罕布什尔州地图

新罕布什尔州拥有一个完善的，由州际公路系统，高速公路及州道组成的道路网络。尽管2003年州标志老人岩已经倒塌，州级公路标志依然保留了老人岩的标志。部分公路编号与相邻省份的编号相同，公路编号与公路走向无关。主要的公路包括：
- 89号州际公路 从康科德到在佛蒙特州边界上的莱巴嫩向西北方向运行。
- 93号州际公路 是新罕布什尔州的主要州际公路，从塞勒姆（马萨诸塞州边界）向利特尔顿（佛蒙特州边界）向北运行。I-93将人口密度较高的南部地区和更北边的白山及湖区连接在了一起。
- 95号州际公路 在进入缅因州之前，沿新罕布什尔州的海岸线短暂经过朴次茅斯市。
- 1号美国国道 从北向南一段后沿新罕布什尔州海岸线向东延伸，与I-95平行。
- 2号美国国道 从缅因州穿入库斯县向东西行，与新罕布什尔州16号公路相交后途径白山国家森林公园，穿过杰斐逊后进入佛蒙特州。
- 3号美国国道 为该州最长的公路，也是唯一一条从麻省边界一直延伸到加拿大和美国边界的公路。其一般和I-93平行，但在曼彻斯特南部，其选择了向西通过纳舒厄)，在达到国界前其又变成了更靠东边的线路。
- 4号美国国道 终点为朴茨茅斯交通圈，然后从东向西穿过州的南部，将达勒姆，康科德和莱巴嫩连接在一起。
- 新罕布什尔州16号公路 是州东部的主要的南北动脉，与缅因州边界大致平行，最终进入缅因州连接缅因州16号公路。公路最南端是一条四线高速公路，与4号美国国道并行。
- 新罕布什尔州101号公路 是州南部一条主要的东西动脉，将基恩与曼彻斯特和海岸地区相连。在曼彻斯特东部为一条四车道高速直到与I-95连接。

### 航空运输
新罕布什尔州拥有25个公共机场，其中的三个开通有定期的商业航班。曼彻斯特的曼彻斯特-波士顿地区机场是州内最繁忙的机场，服务于大波士顿都会地区。

### 公共交通
长途城际铁路客运服务由美铁的佛蒙特线（Vermonter）及缅因线（Downeaster）提供。
Greyhound Lines，Concord Coach Lines，Vermont Translines及Dartmouth Coach公司均提供了达州内州外的城际及长途班车。
截至2013年，以波士顿为中心的MBTA通勤铁路服务只能到达麻萨诸塞州北部。新罕布什尔州的铁路运输管理局正在努力将马萨诸塞州截至洛厄尔的“都会走廊”通勤服务延伸到纳舒阿，康科德和曼彻斯特，包括曼彻斯特-波士顿地区机场和“沿海走廊”服务，从麻萨诸塞州的哈佛山，到新罕布什尔州的普莱塞托。2007年新罕布什尔州立法创立了新罕布什尔州铁路运输管理局（NHRTA），目的是促进新罕布什尔州通勤铁路的发展。在2011年，州长约翰·林奇否决了共和党议员通过的HB218法案，一旦通过其将大大削减NHRTA的权力和责任。针对I-93沿线交通运输的研究显示曼彻斯特-劳伦斯铁路沿线可进行货运及客运服务。这一铁路走廊可直接连接到曼彻斯特-波士顿地区机场。
新罕布什尔州有十一个公共交通管理部门经营着本地或区域性的巴士服务，另有八家私营公司提供与美国城际巴士网络相连的快车。新罕布什尔州交通部在独立的顺风车计划外还经营有州际的乘车共享计划。州内的观光铁路包括康威风景铁路，Hobo-Winnipesaukee铁路和华盛顿哥伦布铁路。

### 货物运输
新罕布什尔州的货运铁路公司包括：康科德和克莱蒙特铁路公司（CCRR），泛美铁路公司（通过子公司Springfield Terminal Railway（ST）运营)，新英格兰中央铁路（NHCR），圣劳伦斯大西洋铁路（SLR），及新罕布什尔州北海铁道公司（NHN）。

## 職業運動
| 俱乐部                                       | 运动 / 联赛                          | 级别                |
| -------------------------------------------- | ------------------------------------ | ------------------- |
| 新罕布夏食鱼猫 （New Hampshire Fisher Cats） | 棒球 - 东方联盟                      | 职业联赛 2A         |
| 曼彻斯特君主队 （Manchester Monarchs）       | 冰球 - ECHL                          | 职业联赛            |
| 柏林河驾驶员队 （Berlin River Drivers）      | 冰球 - Federal Hockey League         | 职业联赛            |
| 海岸幽灵队 Seacoast United Phantoms          | 足球- USL Premier Development League | 职业发展            |
| 曼彻斯特自由队 Manchester Freedom            | 独立女子橄榄球联赛                   | 职业联赛            |
| 新州奥林匹克足球发展计划                     | 美国足球第1区                        | 职业发展（11-17岁） |

在劳登的新罕布什尔州汽车赛道拥有一个长1.058英里，呈椭圆形的赛道。其被许多国家赛车锦标赛使用，如全国运动汽车竞赛协会（NASCAR）妖怪牌能量飲料頂級系列联赛，NASCAR全国系列，NASCAR露营世界卡车系列，NASCAR惠伦改装之旅，美国加拿大巡回赛（ACT），冠军车和印地赛车系列。州内其他赛车场包括星驰赛车场，新英格兰赛道，艾力高速公路，李赛车场，克莱尔蒙特双州赛车场，曼彻斯特的莫纳德诺克赛道和迦南公路赛道。
新罕布什尔州拥有两个NCAA D1联队：达特茅斯绿巨人队（常春藤联盟）和新罕布什尔野猫队（美国东部联盟），以及三个D2联队：富兰克林皮尔斯乌鸦队，圣安塞尔霍克斯队和南新罕布什尔彭曼队。
海岸幽灵队是一支位于朴次茅斯的足球队。该队成立于1996年，属于USL联赛（PDL），联赛属于美国足球联赛系统东部联赛东北地区的第四级。该队主场从2011年起为朴茨茅斯高中体育场。
自2002年以来，全州各地的全明星在“双州”季后赛中在十场运动中与佛蒙特州竞争。

## 其他情况
- 新罕布什尔州是美国各州之中，唯一没有法律强制规定駕駛汽車必须繫安全带，骑摩托車必须戴頭盔的州。
- 新罕布什尔州规定酒类买卖只能由州营商店经营，可以弥补因为没有所得税政府缺少的收入，但也由此造成新罕布什尔州的酒类最便宜，许多外州人来此购买，在沿着州际公路和州界因此设立了许多酒类商店。
- 新罕布什尔州虽然没有所得税，但也有许多其他税，如旅店、肉类等。
- 新罕布什尔州有著名的“苏格兰高地运动会”，为此州政府专门在苏格兰申请一种苏格兰花格呢的图案，在运动会期间警察都穿着这种图案的苏格兰裙。
- 2000年美国统计局公布说新罕布什尔州有一个镇只有一个居民，但县长不承认，说这个镇已经无人居住。

## 註释
1. ↑  Elevation adjusted to North American Vertical Datum of 1988.
2. ↑  The summit of Mount Washington is the highest point in northeastern North America.
3. ↑   两州同时统计
4. ↑   阿拉巴马州和南卡罗来纳州达86%